# 何詞
何詞（？—？），五代十国时南漢官员。
何詞官至宮苑使。乾亨七年（923年），唐莊宗李存勗建立後唐、消滅後梁，聲威傳至南漢，令高祖劉龑恐懼他會攻打過來。於是劉龑派遣使節到開封假裝互访通好，實際想藉此了解後唐虛實。朝中大臣推薦能言的何詞，而他也表示不會有負國家；劉龑立刻明令他以原官出使，國書以「大漢國主致大唐皇帝」奉上。
當時唐莊宗在魏都，何詞在鄴宮得召見。唐莊宗問劉龑近事，何詞都一一回答；同時指出南漢聽聞唐莊宗新登基，仰慕聲靈而差遣臣子陳述我國物貢，並說明因秋天將親自祝賀，所以以他先行敬獻。唐莊宗相信他的說話，後來何詞回國，他對劉龑說明後唐消滅後梁之後，唐莊宗已經驕傲自滿，又親近宦官伶人，朝政已經敗壞；他們自顧不暇，不會侵略南漢。劉龑十分高興，不再和後唐通好。不久唐莊宗被弒，大家都佩服何詞的先見之明，之後何詞在史書中失去記載。